# Casa de los Canónigos
La Casa de los Canónigos (en catalan Casa dels Canonges ; en français, Maison des Chanoines) est un bâtiment historique situé dans le quartier gothique de Barcelone. Il est la résidence officielle du président de la généralité de Catalogne.

## Histoire
Cette maison servait de résidence aux chanoines réguliers du Siège à partir du XIVe siècle, lorsque ceux-ci ont abandonné la clôture. Il s'articule autour d'une cour découverte, dans lequel il y a un escalier conduisant à l'étage noble du bâtiment. Tout l'ensemble a été restauré et restructuré pendant les années 1920 par les architectes Juan Rubió et postérieurement par Jeroni Martorell, en intégrant des éléments néogothiques récupérées de l'oeuvre originale. Comme par exemple le fameux pont de style néogothique qui unit le bâtiment avec le palais de la généralité de Catalogne.
Au XXe siècle et avec l'apparition des communautés autonomes, Francesc Macià, premier président de la Généralité, choisit ce bâtiment comme résidence officielle. Son successeur dans la charge, Lluís Companys, donne continuité à cette tradition jusqu'à son départ en exil, à la fin de la Guerre civile espagnole. Avec le retour de la démocratie lors de la transition, le bâtiment fut l'un des sièges du parti fondé par José Antonio Primero de Rivera, la Phalange. Il a été aussi habité par Josep Tarradellas, qui avait la charge de président de la généralité en exil, occupant jusqu'aux élections du Parlement de Catalogne de 1980 la résidence présidentielle. Son successeur Jordi Pujol, premier président élu après la Constitution espagnole de 1978, se mit à réutiliser la Maison des Chanoines comme résidence privée. Les présidents qui lui ont succédé n'ont pas utilisé comme résidence privée le bâtiment, hormis Joaquim Torra, qui y a habité pendant la pandémie de coronavirus.

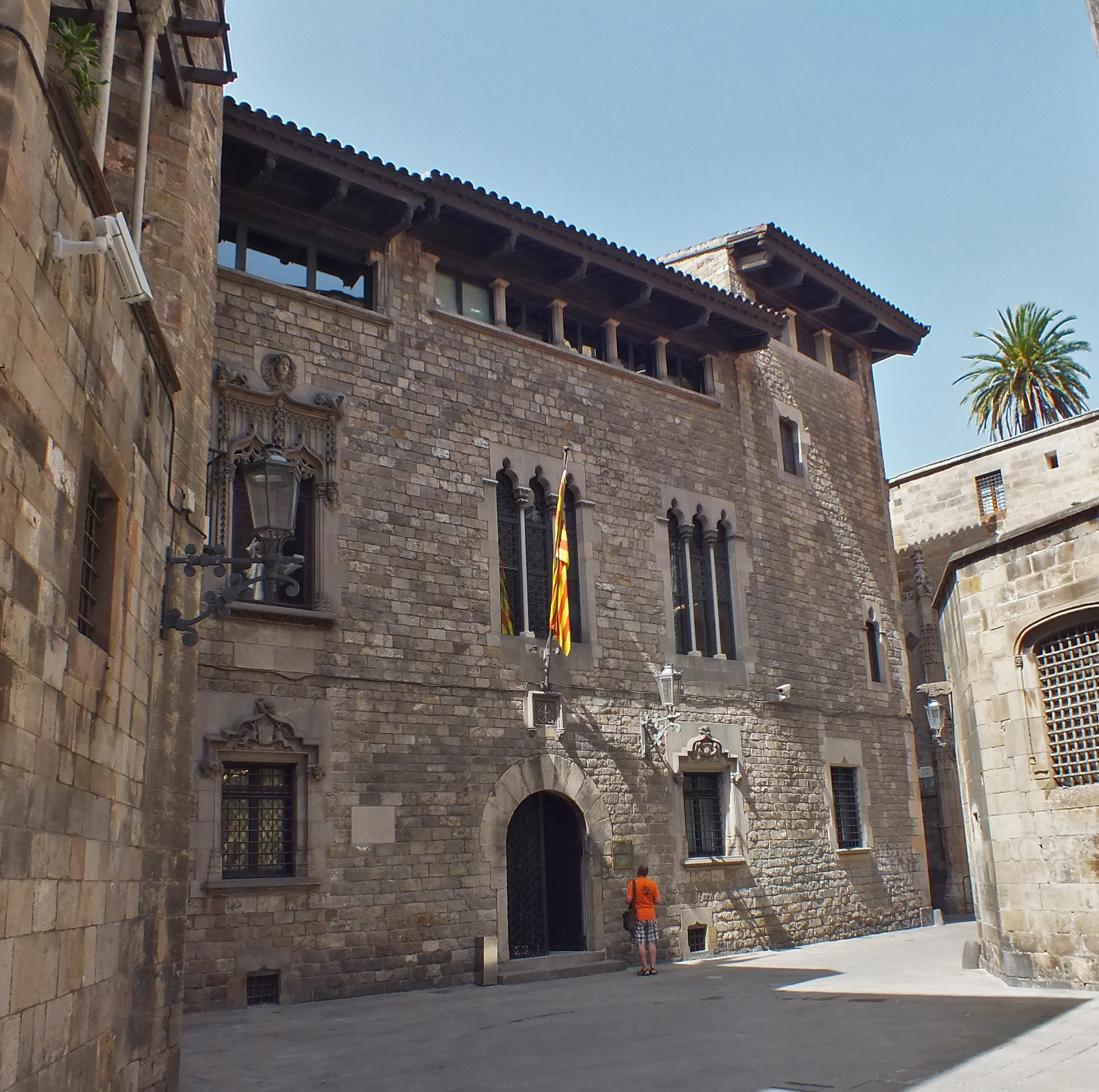
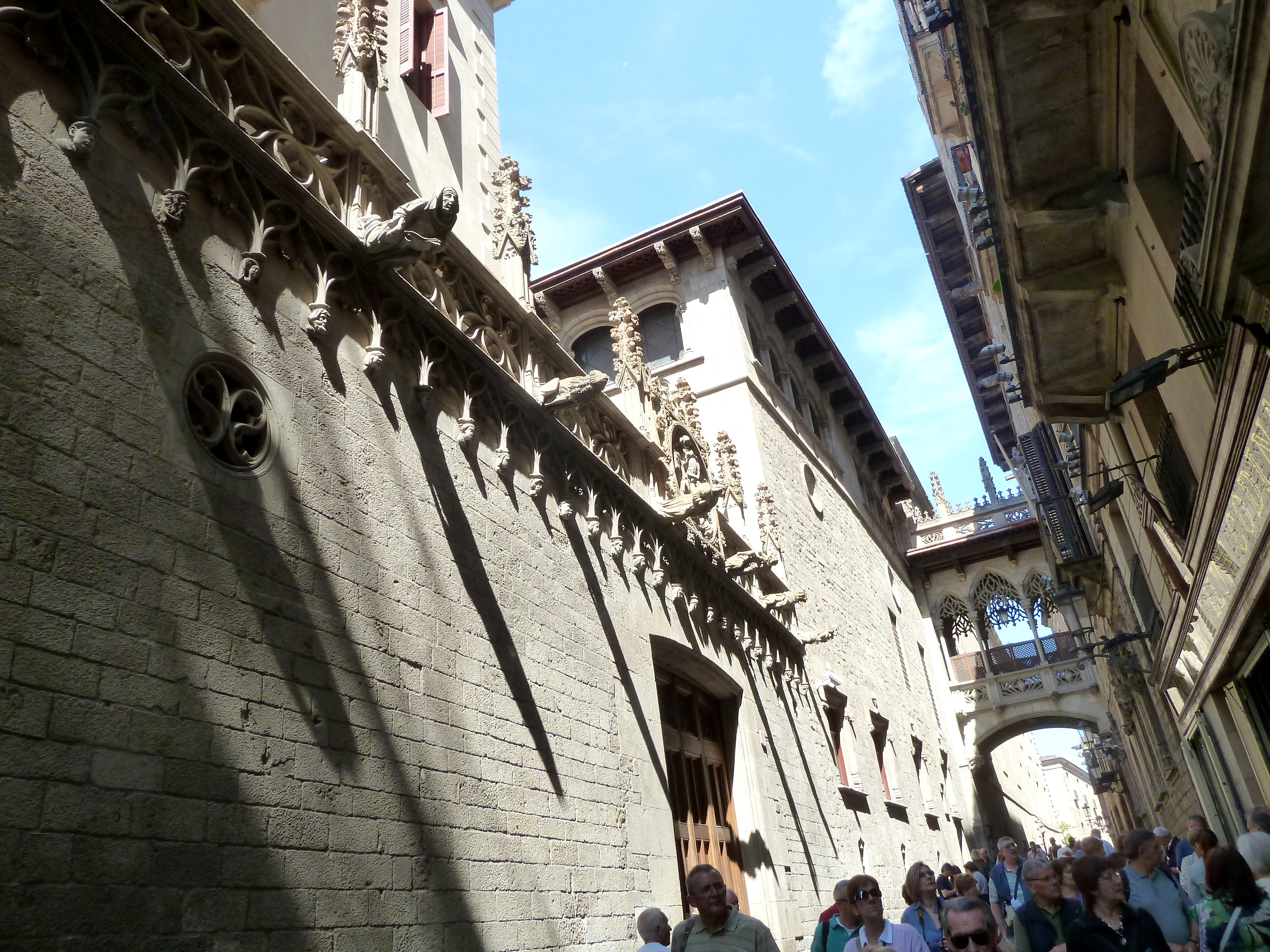
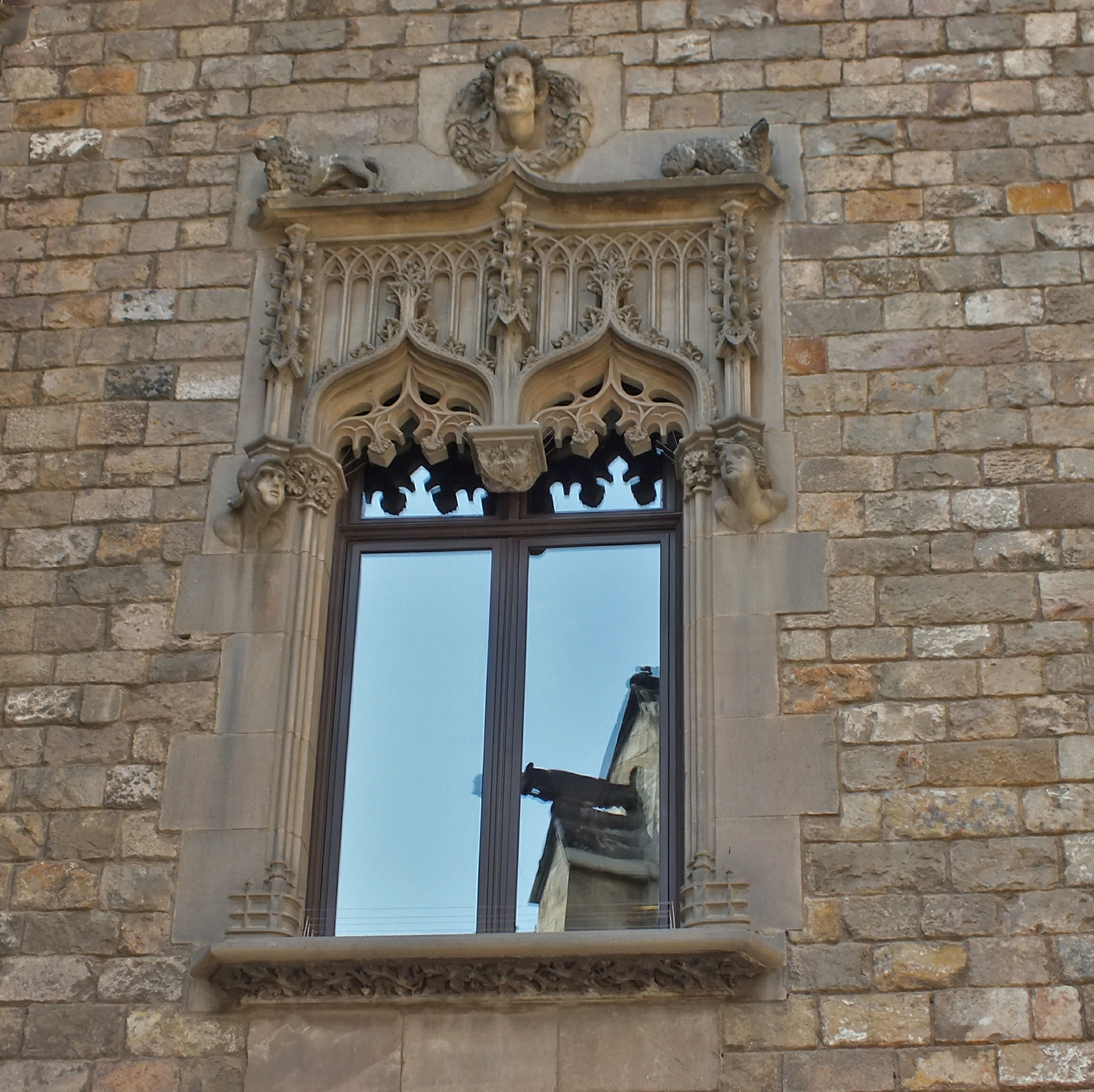
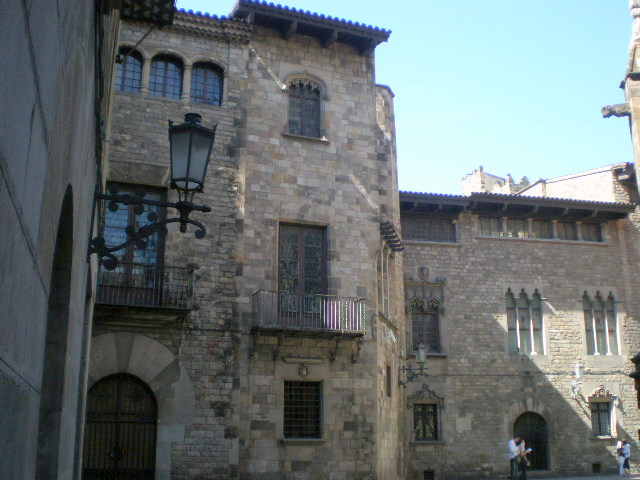

## Source de traduction
- (es) Cet article est partiellement ou en totalité issu de l’article de Wikipédia en espagnol intitulé « Casa de los Canónigos » (voir la liste des auteurs).